# Jimmy Blythe
Jimmy Blythe (Louisville (Kentucky), 20 mei 1901 - Chicago (Illinois), 21 juni 1931) was een invloedrijke Amerikaanse jazz- en boogiewoogie-pianist.
Hij groeide op in Kentucky en verhuisde rond 1916 naar Chicago, waar hij bij Clarence Jones piano leerde spelen. Hij werd een allround pianist die vaak populaire stukken in een boogiewoogieritme speelde. Begin jaren '20 maakte hij honderden pianorollen voor Columbia Music Roll Company. In 1924 maakte hij zijn eerste plaatopnamen, waaronder de door hem geschreven 'Chicago Stomp', dat beschouwd wordt als de eerste echte boogiewoogie-pianosoloplaat. In de jaren daarna begeleidde hij onder meer de blueszangeres Ma Rainey en speelde hij met Johnny Dodds, waarmee hij ook opnames maakte. Ook had hij een eigen groep, Blythe's Sinful Five. Verder nam hij onder meer op met kleine groepen als the Midnight Rounders en met Jimmy Bertrand, Bumble Bee Slim, Lonnie Johnson, Buddy Burton en Charlie Clark. Zijn opname 'Jimmy Blues' (1925) leverde het thema voor de klassieker 'Pine Top's Boogie Woogie' van Clarence 'Pine Top' Smith. De 'koning' van de boogiewoogie, pianist Albert Ammons, noemde Blythe als een belangrijke invloed.
Blythe stierf op 30-jarige leeftijd aan meningitis.

## Discografie
- Messin' Round, Euphonic (lp)
- Moods of Jimmy Blythe, Whoopee (lp)
- Stomp Your Stuff, Swaggie (lp)
- Jimmy Blythe in Chronological Order 1924-1931 (pianosolo's), RST, 1994 (cd)
- Johnny Dodds & Jimmy Blythe 1926-1928, Timeless (cd)
- Messin' Around Blues (solo-opnamen vlak voor zijn dood), Delmark, 2007 (cd)

- Biblioteca Nacional de España: XX1742337
- Bibliothèque nationale de France: cb13891609t (data)
- Gemeinsame Normdatei: 13474909X
- International Standard Name Identifier: 0000 0000 5945 0242
- Library of Congress Control Number: n81073523
- MusicBrainz: f291b211-b2ee-4687-acce-fa055cd61f0a
- Istituto Centrale per il Catalogo Unico: DDSV005135
- SNAC: w6482765
- Virtual International Authority File: 61731092
- WorldCat: E39PBJyhbVHxtPQB8RWj3CrDv3